# 福聯里
福聯里是位於臺中市西屯區的一個里。

## 地理
位於西屯區最西端，北邊為永安里、東邊為福林里、東北邊為福瑞里，南邊則與福恩里接壤，西側為龍井區。

## 設施
- 台中榮總